# سوبر أو إس
سوبر أو إس هي توزيعة لينكس مجانية مبنية على توزيعة أوبونتو و التي بدورها مبنية على ديبيان .

## المميزات
- تحتوي على طريقة بسيطة لتثبيت البرامج التنفيذية .
- دعم تشغيل الوسائط المتعددة .
- برامج إضافية، مثل : واين .
- جهوزية التوزيعة لتشغيل أغلم امتدادات الملفات .